# Joegoslavisch honkbalteam

De Joegoslavische vlag (1943-1991).

Het Joegoslavisch honkbalteam was het nationale honkbalteam van Joegoslavië. Het team vertegenwoordigde Joegoslavië tijdens internationale wedstrijden. Het Joegoslavisch honkbalteam was tussen 1983 en 1992 aangesloten bij de Europese Honkbalfederatie (CEB), de continentale bond voor Europa van de IBAF.